# Memramcook-Lakeville-Dieppe
Circonscription électorale provinciale du Canada
Memramcook-Lakeville-Dieppe est une ancienne circonscription électorale provinciale du Nouveau-Brunswick. Elle est dissoute en 2013 au sein des circonscriptions de Memramcook-Tantramar, Dieppe-Centre-Lewisville, Moncton-Est et Baie-de-Shediac–Dieppe.

## Liste des députés
|  | Bernard LeBlanc | Libéral | 2006 - 2010 |
|  | Bernard LeBlanc | Libéral | 2010 - 2014 |